# Helichrysum milliganii
Helichrysum milliganii là một loài thực vật có hoa trong họ Cúc. Loài này được Hook.f. mô tả khoa học đầu tiên.